# Albuca deserticola
Albuca deserticola är en sparrisväxtart som beskrevs av John Charles Manning och Peter Goldblatt. Albuca deserticola ingår i släktet Albuca och familjen sparrisväxter.

## Underarter
Arten delas in i följande underarter:
- A. d. deserticola
- A. d. longipilosa